# Думбрава-де-Жос (Хунедоара)
Думбрава-де-Жос (рум. Dumbrava de Jos) — село у повіті Хунедоара в Румунії. Входить до складу комуни Рібіца.
Село розташоване на відстані 323 км на північний захід від Бухареста, 39 км на північ від Деви, 85 км на південний захід від Клуж-Напоки, 133 км на північний схід від Тімішоари.

## Населення
За даними перепису населення 2002 року у селі проживали 255 осіб, усі — румуни. Усі жителі села рідною мовою назвали румунську.